# Wayne Messam

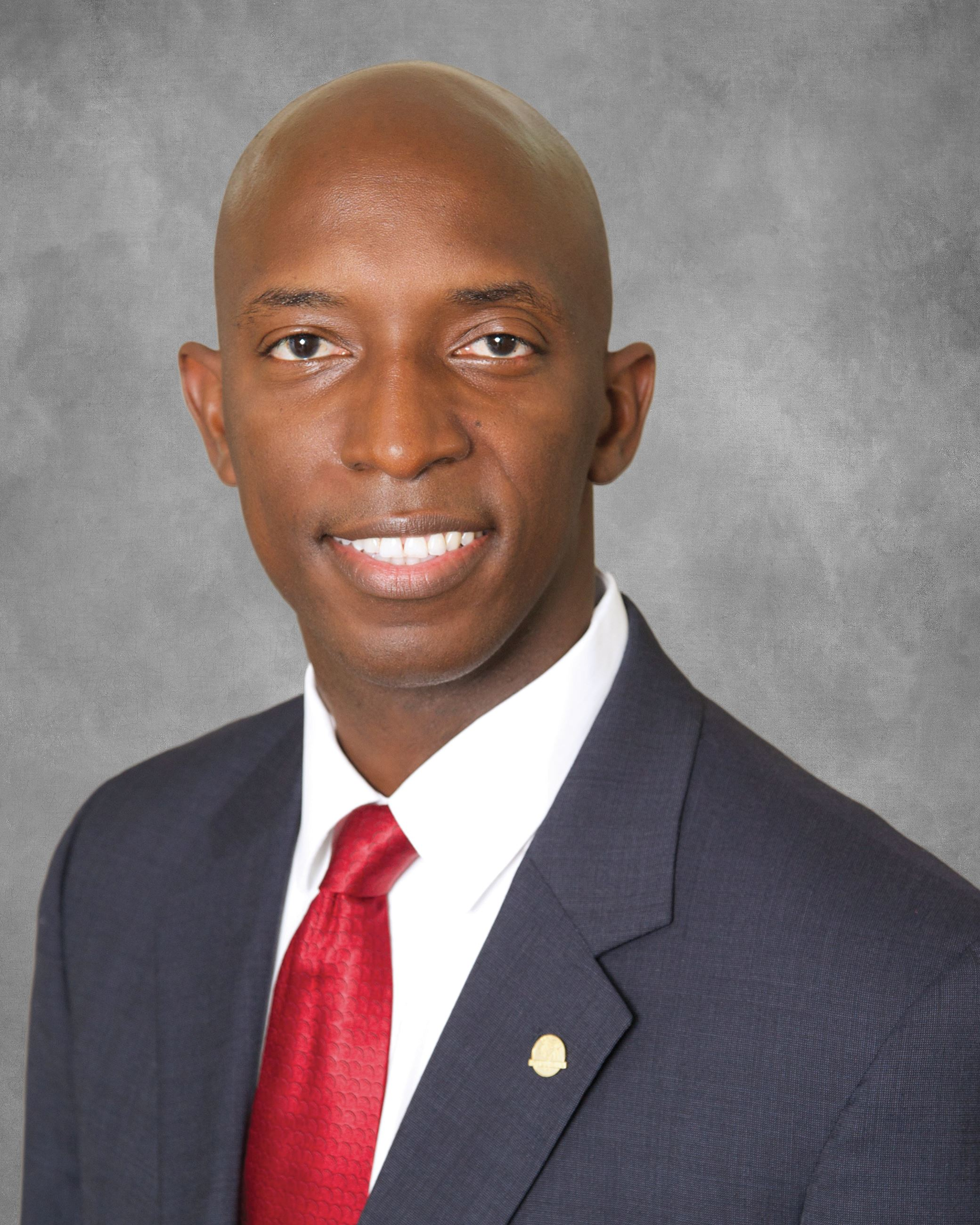
Wayne Messam, 2015

Wayne M. Messam (* 7. Juni 1974 in South Bay, Florida) ist ein US-amerikanischer Politiker (Demokratische Partei) und Geschäftsmann. Er bewarb sich für die Nominierung durch seine Partei für die Präsidentschaftswahl 2020.

## Leben und Karriere
Wayne Messam lebt seit 18 Jahren in Miramar. Wayne, ein Amerikaner der ersten Generation, war das erste Kind seiner Eltern, das in den Vereinigten Staaten geboren wurde. Er wurde in South Bay, Florida von jamaikanischen Eltern aufgezogen. Sein Vater, Hubert Messam, arbeitete fast zwei Jahrzehnte lang in den Zuckerrohrfeldern der Glades als Arbeitsmigrant, nachdem er mit seiner Familie in die Vereinigten Staaten eingewandert war.
Als Senior Class President an der Glades Central High School erhielt Wayne ein volles sportliches und akademisches Stipendium für den Besuch der Florida State University. Zu seinen Erfolgen gehört es, als Wide Receiver Mitglied des National Championship Football Team 1993 unter dem legendären Trainer Bobby Bowden zu sein. Bürgermeister Messam wurde von seinen Kollegen in seinem Abschlussjahr zum Vizepräsidenten der Studentenschaft gewählt. Einer seiner größten Höhepunkte war, als ihn die FSU Black Alumni Association 1996 für seine außergewöhnlichen Leistungen als Schüler-Sportler zum „Schüler des Jahres“ ernannte. Er absolvierte die Florida State University mit einem Bachelor-Abschluss in Management Information Systems im Jahr 1997.
2015 wurde er zum Bürgermeister von Miramar gewählt.

## Privates
Wayne Messam ist verheiratet und hat drei Kinder.